# Star Twinkle PreCure
Star☆Twinkle PreCure (スター☆トゥインクルプリキュア, Sutā Touinkuru Purikyua) est une série d'animation japonais de magical girl produit par Toei Animation. Il s'agit de la première série Pretty Cure sortie durant l'ère Reiwa, dernière série durant l'ère Heisei et du seizième volet de la franchise, mettant en vedette la quatorzième génération de Cures. La série est réalisée par Hiroaki Miyamoto (One Piece: Gold) et écrit par Isao Murayama. La série est diffusée sur l'ensemble du réseau All-Nippon News Network dont ABC et TV Asahi au Japon du 3 février 2019 au 26 janvier 2020, succédant à HUGtto! PreCure dans son créneau horaire initial. Elle a ensuite été remplacée par Healin' Good♡Pretty Cure le 2 février 2020. Le thème principal de la série est l'imagination, l'espace extra-atmosphérique et les constellations étant les principaux motifs des Cures.

## Intrigue
Le « Monde du Ciel Étoilé » (星空界, Hoshizora-kai) abrite les douze Star Princess (スタープリンセス, Sutāpurinsesu, litt. « princesses étoilés ») qui sont basées sur les signes du zodiaque et maintiennent l'ordre dans l'univers. Mais lorsque les Notraider (ノットレイダー, Nottoreidā) attaquent le Star Palace, les princesses se dispersent dans l'univers sous le nom de Princess Star Color Pens. Cherchant à faire revivre les princesses et à éviter que l'univers ne se consume dans les ténèbres, les extraterrestres Lala et Prunce voyagent avec la fée Fuwa jusqu'à la ville de Mihoshi (観星町, Mihoshi-chō) sur Terre où elles rencontrent Hikaru Hoshina, une jeune fille débordant d'imagination. En recevant un pendentif Star Color et l'un des stylos Star Color, Hikaru se transforme en la légendaire PreCure, Cure Star. Rejoint par Lala et deux autres filles, Elena et Madoka, ainsi que l'extraterrestre métamorphe, Yuni, Hikaru dirige la Star Twinkle PreCure alors qu'elles cherchent à faire revivre les Star Princess et à lutter contre les Notraider.

## Personnages
Hikaru Hoshina / Cure Star
Voix japonaise : Eimi Naruse
Erena Amamiya / Cure Soleil
Voix japonaise : Kiyono Yasuno
Lala Hagoromo / Cure Milky
Voix japonaise : Konomi Kohara
Madoka Kaguya / Cure Selene
Voix japonaise : Mikako Komatsu
Uni / Mao / Blue Cat / Cure Cosmo
Voix japonaise : Sumire Uesaka